# Corynellus lampyrimorphus
Corynellus lampyrimorphus là một loài bọ cánh cứng trong họ Cerambycidae.